# Танагра ямайська
Танагра ямайська (Spindalis nigricephala) — вид горобцеподібних птахів родини Spindalidae.

## Поширення
Ендемік Ямайки. Поширений у тропічних вологих лісах.